# يوسف فاضل
يوسف فاضل (مواليد سنة 1949) هو كاتب وروائي وكاتب مسرحي وكاتب سيناريو مغربي. له عدة مؤلفات في الأدب والمسرح، كما تميز من خلال كتابة سيناريوهات العديد من الأفلام المغربية.

## سيرته
ولد سنة 1949 بمدينة الدار البيضاء، قضى فترة في أحد معتقلات سنوات الرصاص - معتقل مولاي الشريف (1974/1975). اشتغل بتدريس الفرنسية بالدار البيضاء. انضم إلى اتحاد كتاب المغرب سنة 1982. له العديد من الروايات والمسرحيات المنشورة كما تحولت مسرحيته الأولى «حلاق درب الفقراء» إلى شريط سينمائي أخرجه الراحل محمد الركاب سنة 1982 وحازت روايته «حشيش» (2000) على جائزة الأطلس الكبير. كما حازت روايته التاسعة طائر أزرق نادر يحلق معي على جائزة المغرب للكتاب (2014) وهي أيضا ضمن القائمة القصيرة ل الجائزة العالمية للرواية العربية دورة 2014 .

## مؤلفاته
يتوزع إنتاج يوسف فاضل بين الكتابة المسرحية، القصصية والكتابة الروائية.
من بين مؤلفاته المنشورة:
- حلاق درب الفقراء وصعود وانهيار مراكش، مسرحيتان، الدار البيضاء، مطبعة الأندلس، 1980.
- الخنازير: رواية، الدار البيضاء، منشورات الجامعة، 1983.
- سفر السي محمد: مسرحية، الدار البيضاء، مؤسسة بنشرة، 1984، 78ص.
- جرب حظك مع سمك القرش: مسرحية، الدار البيضاء، منشورات عيون، 1978.
- أغمات: رواية، الدار البيضاء، منشورات الفنك، 1990.
- سلستينا، الدار البيضاء، منشورات نجمة، 1992.
- أيام العز: مسرحيـة
- ملك اليهود: رواية، البيضاء، منشورات الرابطة.
- “ميترو محال”, 2006
- قصة حديقة الحيوان”، 2008
- طائر أزرق نادر يحلق معي، دار الآداب - بيروت2013
- رواية قط أبيض جميل يسير معي 2011
- فرح،
- حياة الفراشات

## وصلات خارجية
- يوسف فاضل على موقع أرشيف الشارخ.
- يوسف فاضل على موقع IMDb (الإنجليزية)